# Катастрофа Dornier 228 в Малаві
10 червня 2024 в Малаві розбився турбогвинтовий літак Dornier 228, всі хто був на борту загинули  — включаючи віце-президента Саулоса Чиліму, .
Саулос Чиліма прямував на похорон екс-міністра юстиції, але літак не зміг приземлитися через погані погодні умови і розвернувся в аеропорт вильоту. На борту також була колишня перша леді Шаніл Джимбір. У Малаві оголосили національну жалобу.